# Dragon roll
Dragon roll is een lied van de Nederlandse artiest Frenna. Het werd in 2021 als single uitgebracht en stond in hetzelfde jaar als vierde track op het album Highest.

## Achtergrond
Dragon roll is geschreven door Delaney Alberto, Francis Junior Edusei, Jarmo Lopulissa, Leroy Siegers, Emmanuel Osei en Joshua Asare en geproduceerd door Diquenza. Het is een lied uit het genre nederhop. De tekst van het lied is grotendeels Nederlands, maar ook deel Engels. De single werd uitgebracht als voorganger van het album Highest en was de eerste solosingle van Frenna in 2021. Eerder in 2021 bracht hij al in samenwerking met Lijpe het lied Mansory uit. De B-kant van de single in een instrumentale versie van het nummer. De single heeft in Nederland de platina status. De bijbehorende videoclip is opgenomen in Dubai en gemaakt door het productiebedrijf Bad Flavor.

## Hitnoteringen
De rapper was succesvol met het lied in Nederland. Het kwam tot de vijftiende plaats van de Single Top 100 en stond veertien weken in de lijst. Er was geen notering in de Top 40, maar het kwam tot de vijfde plek van de Tipparade.